# 藏榄属
藏榄属（学名：Diploknema）是山榄科下的一个属，为乔木植物。该属共有约6种，分布在亚洲东南部。